# خستی‌ورز
خِستی‌وَرز (به تاجیکی: Хистеварз) جماعت و شهرکی در شمال‌غربی تاجیکستان است که در ناحیهٔ باباجان غفورف ولایت سغد قرار دارد. جمعیت این جماعت ۴۳٬۳۴۶ نفر است. مساحت روستا ۱٬۷۰۰ کیلومتر مربع است.
روستای تاریخی خستی‌ورز در نزدیکی شهر خجند و در جنوب‌خاوری این شهر و در نزدیکی مرز با قرقیزستان قرار دارد در شرق خستی‌ورز دریاچهٔ سد قره‌قوم واقع شده است. پیشهٔ بیشتر مردم روستا کشاورزی، بازرگانی و دام‌داری است. نام خستی‌ورز نامی سغدی است.
روستای خستی‌ورز در سدهٔ ششم میلادی بنیاد شد. گفته می‌شود زمانی که مسلمانان به خجند حمله کردند دختر حاکم خجند در خستی‌ورز پنهان شده و محبوب مردم روستا و منطقه شد.
نام این روستا در دوره‌ای به صورت قسته‌قوز درآمده بود اما جمهوری تاجیکستان در ۲۹ مارس ۲۰۱۲ م. شکل تاریخی نام روستا یعنی خستی‌ورز را دوباره رسمیت ورزید.